# Artère digitale dorsale du pied
Les artères digitales dorsales du pied sont de petites artères du membre inférieur situées dans le pied.

## Origines
Les artères digitales dorsales du pied naissent des artères métatarsiennes dorsales.
Chaque orteil possède deux artères digitales dorsales : une latérale et une médiale.
Les deux artères digitales dorsales du premier orteil et l'artère digitale dorsale médiale du deuxième orteil naissent de la première artère métatarsienne dorsale.
La deuxième artère métatarsienne dorsale donne l'artère digitale dorsale latérale du deuxième orteil et l'artère digitale dorsale médiale du troisième orteil.
La troisième artère métatarsienne dorsale donne l'artère digitale dorsale latérale du troisième orteil et l'artère digitale dorsale médiale du quatrième orteil.
La quatrième artère métatarsienne dorsale donne l'artère digitale dorsale latérale du quatrième orteil et les deux artères digitales dorsales du cinquième orteil.

## Trajets
Les artères digitales dorsales médiales et latérales suivent les bords des orteils et s'anatomosent entre elles dans leur partie distale.